# Vessel
A Vessel (TKA) (angol ideiglenes nevén a Temporarily Known Ast rövidítve: TKA) New York  Hudson Yards körzetének egyik 16 emeletes látványossága. A méhkaptár-szerű kompozíció a körzet rekonstrukciós projektjének részeként épült meg. Tervezője az angol Thomas Heatherwick. Látogatói 154 lépcsősoron, 2500 rézzel burkolt lépcsőn juthatnak fel a tetejére. Az összekapcsolt, spirálisan vezető lépcsőkből, feljárókból kialakított szerkezet egyszerre mintegy 1000 embert képes befogadni, tetejéről kilátás nyílik a Hudson folyóra is. A szerkezetnek rámpái és felvonója is van, megfelelve ezzel az amerikai előírásoknak.
A Vessel kialakításának koncepcióját 2016. szeptember 14-én tették közzé. Az építkezés 2017 áprilisában kezdődött, megnyitására 2019. március 15-én került sor. Az építmény elemeit az olaszországi Monfalconéban  gyártották le, majd onnan szállították át az Egyesült Államokba. Végső költségei 200 millió dollárt tettek ki.
2021 januárjában az építményről elkövetett öngyilkosságok sorát követően a Vesselt meghatározatlan időre bezárták.

## Elnevezése
A Vessel a köztéri műalkotás ideiglenes neve pusztán, a nevében szereplő rövidítés (TKA) – Temporarily Known As – is erre utal. Megnyitása után a Hudson Yards felkérte a nyilvánosságot, hogy adjon hivatalos nevet az alkotásnak, erre a célra weboldalt is nyitottak.

## Környék
A hatalmas építményt a Hudson Yards nyilvános tereivel összhangban tervezték, a kapcsolódó 5 acre (2 ha) közterületen 28 000 növény és 225 fa van. A pláza, melyen a Vessel áll – Hudson Yards plaza –, kapcsolódik Manhattan magasított lineáris sétányához, a High Line Parkhoz is, mely a tér déli részén vezet.

## Fogadtatása
A Vesselt tulajdonló Hudson Yardsnak a szerzői jogokkal kapcsolatos politikáját számos kritika érte, mivel az arról készült összes nyilvánossá tett fotóra és videóanyagra kezdetben jogdíjat kért. A bírálatok eredményeként módosította politikáját és elállt a jogdíjaktól.
Az óriásszobrot a Fortune magazin újságírója, Shawn Tully, Manhattannek az Eiffel-toronyra adott válaszának tekintette. A The New York Timesban Ted Loos szerint az alkotás utilitárius értelemben véve „lépcső a semmibe”, mások a chicagói köztéri szoborral, a Cloud Gate-tel összehasonlítva ítélték meg negatívan, további vélemények szerint a Vessel kopár adalék New York tájképéhez.

## Galéria

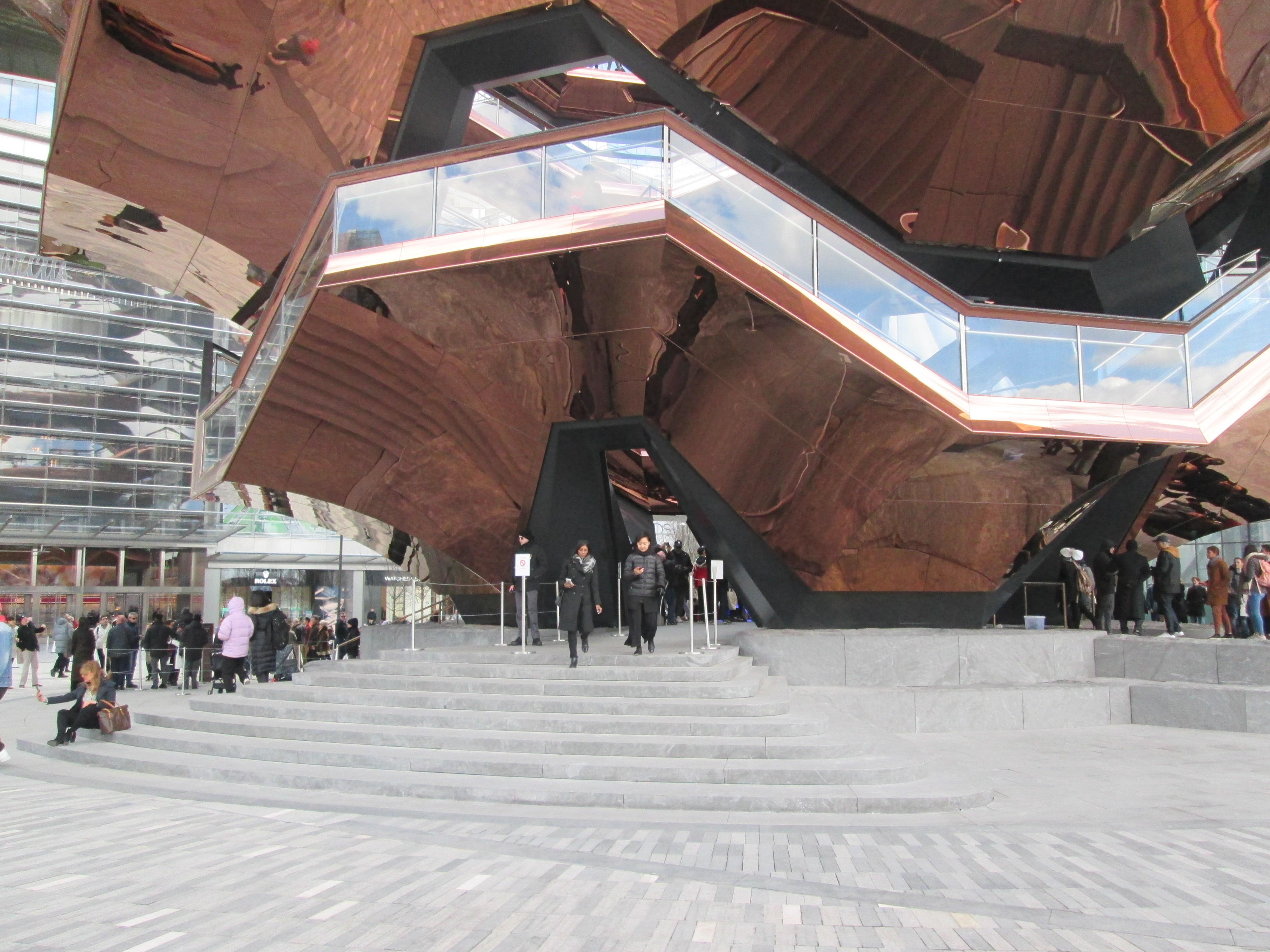
Bejárata
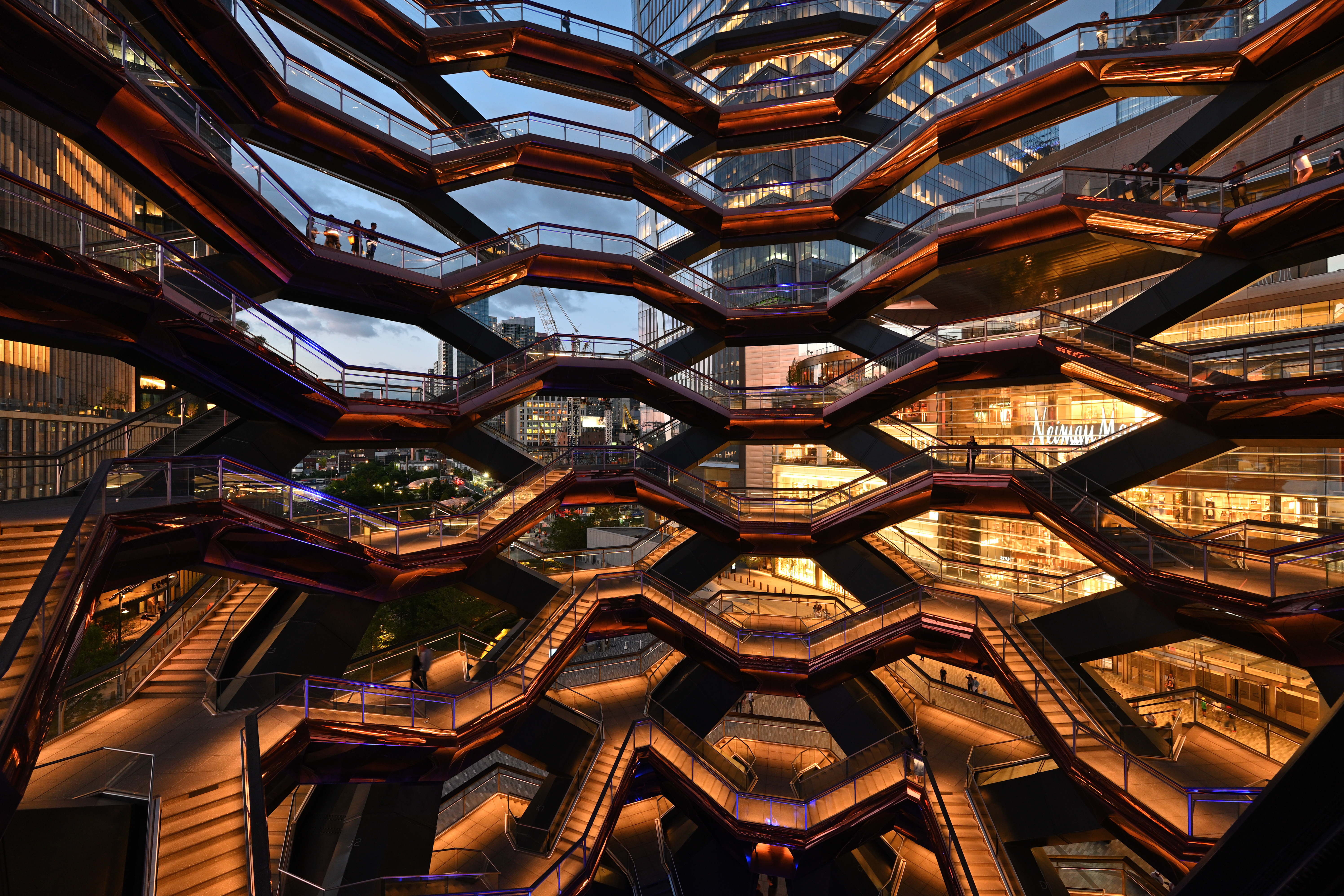
Belülről
Kilátás a tetejéről
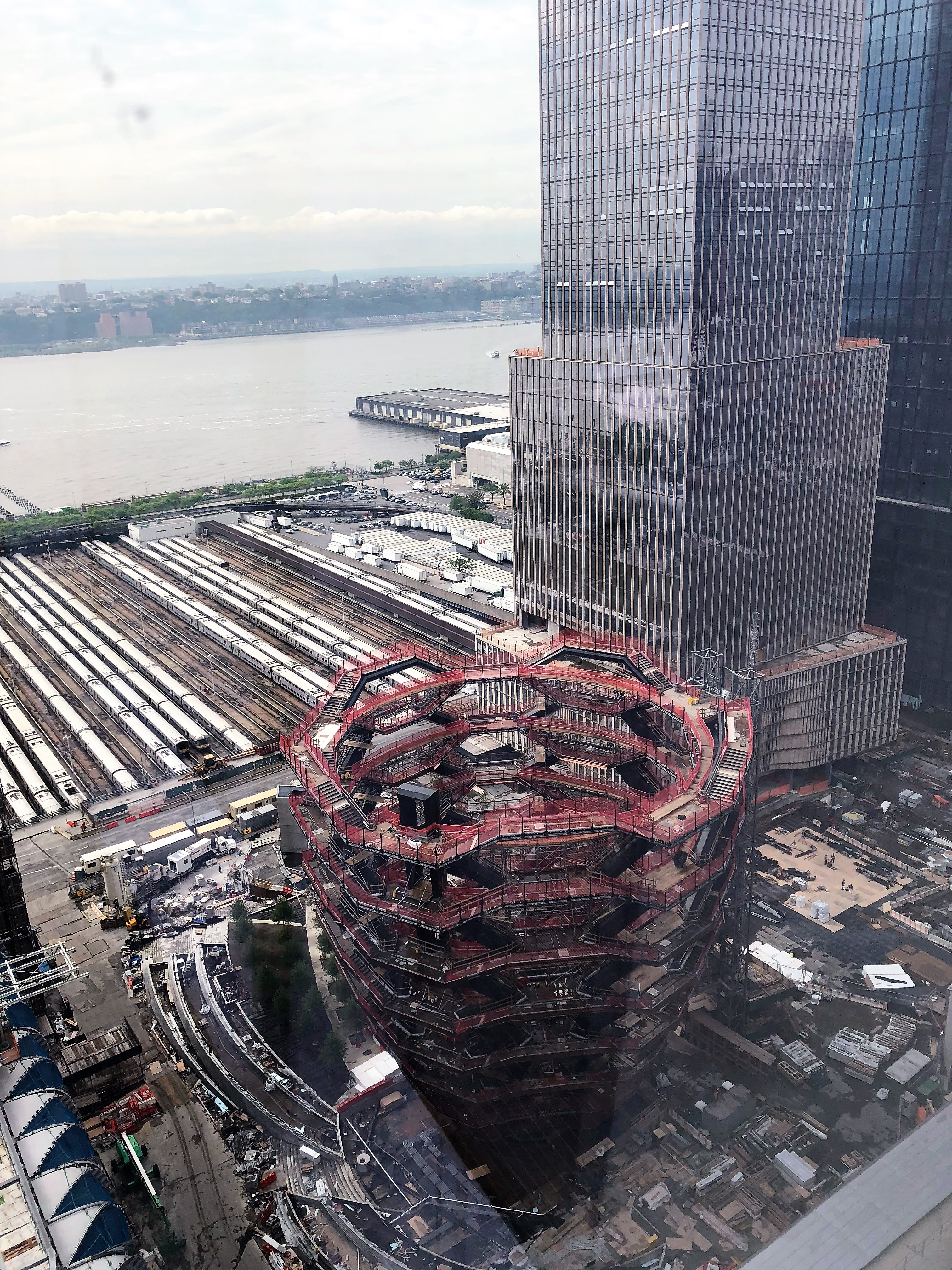
Madártávlatból
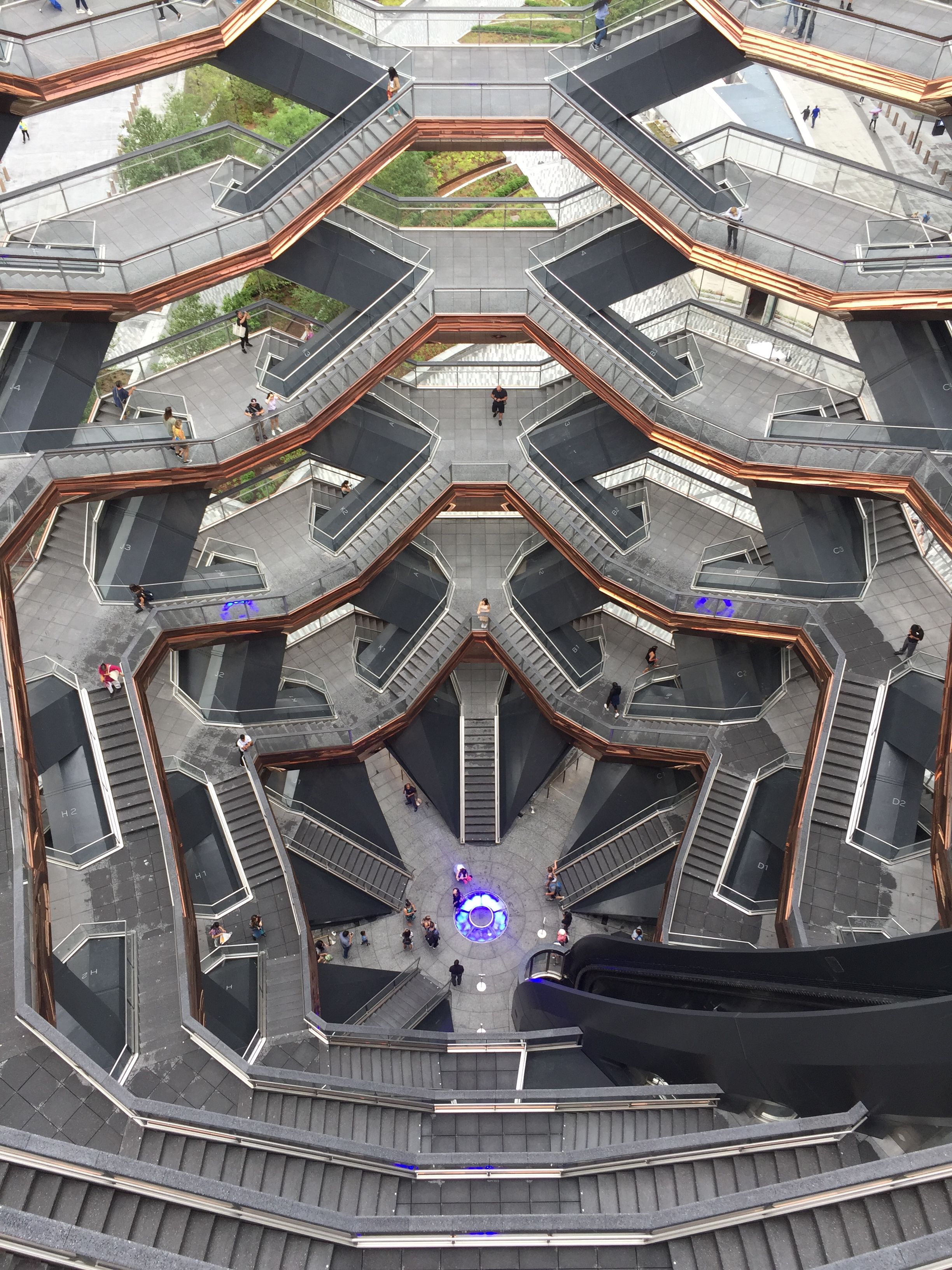
Oldalnézetből